# Estadio Regional de Chinquihue
Das Estadio Municipal de Chinquihue (deutsch: Städtisches Stadion von  Chinquihue) ist ein Stadion in der chilenischen Stadt Puerto Montt. Es wurde im Jahre 1982 eröffnet und fasst heute 10.000 Zuschauer, wobei 200 Plätze Stehplätze sind. Zurzeit wird das Stadion hauptsächlich als Fußballstadion genutzt. 
Der heimische Fußballverein Club de Deportes Puerto Montt trägt hier seine Heimspiele aus.